# Morten Tyldum
Morten Tyldum (Bergen, 19 mei 1967) is een Noors filmregisseur.

## Biografie
Tyldum werd geboren in Noorwegen en volgde een opleiding aan de School of Visual Arts in New York. Hij wilde oorspronkelijk muzikant worden maar wijzigde zijn ambitie toen hij de filmschool begon te volgen. Eerst werkte hij voor televisie, muziekvideo’s, reclamefilms en kortfilms en werd in 1999 in Dagbladet genoemd als filmtalent van het jaar. Zijn eerste langspeelfilm Buddy was meteen succesvol en kreeg positieve kritieken en onderscheidingen waaronder de belangrijkste Noorse filmprijs Amandaprisen. Na enkele Noorse films regisseerde hij in 2014 zijn eerste Engelstalige film The Imitation Game, goed voor 39 filmprijzen en 96 -nominaties waaronder 8 Oscar-nominaties.
Tyldum woont momenteel in Beverly Hills met zijn vrouw Janne en hun kind en hebben ook nog steeds een verblijf in Noorwegen.

## Filmografie
- Buddy (2003)
- Falne engler (2008)
- Hodejegerne (2011)
- The Imitation Game (2014)
- Passengers (2016)

## Prijzen en nominaties
| Jaar | Prijs                                                                              | Film               | Resultaat                          |
| ---- | ---------------------------------------------------------------------------------- | ------------------ | ---------------------------------- |
| 2002 | Mannheim-Heidelberg International Filmfestival- Special Prize                      | Buddy              | Gewonnen                           |
| 2002 | Mannheim-Heidelberg International Filmfestival- FIPRESCI Prize                     | Buddy              | Gewonnen                           |
| 2002 | Mannheim-Heidelberg International Filmfestival- Award of Independent Cinema Owners | Buddy              | Gewonnen                           |
| 2003 | Warsaw International Film Festival- Audience Award                                 | Buddy              | Gewonnen                           |
| 2003 | Norwegian International Film Festival- Audience Award                              | Buddy              | Gewonnen                           |
| 2003 | Norwegian International Film Festival- Most Enjoyable Film                         | Buddy              | Gewonnen                           |
| 2003 | Molodist International Film Festival- Best Film Award                              | Buddy              | Genomineerd                        |
| 2003 | Bratislava International Film Festival- Grand Prix                                 | Buddy              | Genomineerd                        |
| 2003 | Amandaprisen - Best Nordic Newcomer                                                | Buddy              | Genomineerd                        |
| 2004 | Sofia International Film Festival- Grand Prix                                      | Buddy              | Gewonnen                           |
| 2004 | Amandaprisen - Best Film                                                           | Buddy              | Gewonnen                           |
| 2008 | Amandaprisen - Best Director                                                       | Falne engler       | Gewonnen                           |
| 2011 | Philadelphia Film Festival- Audience Award                                         | Hodejegerne        | Gewonnen                           |
| 2012 | European Film Awards- Audience Award                                               | Hodejegerne        | Genomineerd                        |
| 2012 | Amandaprisen - Public Choice Award                                                 | Hodejegerne        | Gewonnen                           |
| 2013 | BAFTA Film Award - Best Foreign Film                                               | Hodejegerne        | Genomineerd                        |
| 2014 | Hollywood Film Awards - Best Director                                              | The Imitation Game | Gewonnen                           |
| 2015 | Directors Guild Awards - Outstanding Directorial Achievement in Feature Film       | The Imitation Game | Prijsuitreiking op 5 februari 2015 |
| 2015 | Academy Award voor beste regisseur                                                 | The Imitation Game | Prijsuitreiking 22 februari 2015   |
| 2015 | Satellite Award voor beste regisseur                                               | The Imitation Game | Prijsuitreiking 15 februari 2015   |